# Wiktor Jegorowitsch Romanow
Wiktor Jegorowitsch Romanow (russisch Виктор Егорович Романов; * 15. September 1937 in Leningrad) ist ein ehemaliger sowjetischer Radrennfahrer und Weltmeister im Radsport.

## Sportliche Laufbahn
Romanow war im Bahnradsport und im Straßenradsport aktiv. Er war Teilnehmer der Olympischen Sommerspiele 1960 in Rom. Dort gewannen Arnold Belgardt, Stanislaw Moskwin, Leonid Kolumbet und Wiktor Romanow die Bronzemedaille in der Mannschaftsverfolgung. 
Bei den UCI-Bahn-Weltmeisterschaften 1962 in Mailand holten Arnold Belgardt, Stanislaw Moskwin, Leonid Kolumbet und Wiktor Romanow die Bronzemedaille in der Mannschaftsverfolgung. Bei den UCI-Bahn-Weltmeisterschaften 1963 wurde er mit Arnold Belgardt, Sergei Tereschtschenkow und Stanislaw Moskwin Weltmeister in der Mannschaftsverfolgung. Im Finale bezwangen sie den Bahnvierer der Bundesrepublik Deutschland. Zweimal wurde er nationaler Meister in der Mannschaftsverfolgung. Im Straßenradsport wurde er 1958 Zweiter der UdSSR-Rundfahrt.

## Berufliches
Romanow wurde später Wissenschaftler und Hochschulorganisator. Er war Doktor und Professor der Technischen Wissenschaften am Institut für Textil- und Leichtindustrie in Leningrad. 2007 wurde er Rektor der Hochschule.